# Безім'яне
Безі́м'яне — селище Костянтинівської міської громади Краматорського району Донецької області, України.

## Загальні відомості
Відстань до центру громади становить близько 11 км і проходить автошляхом місцевого значення.

## Історична довідка
Історія селища починається з відкриття залізничної станції Віролюбівка.
Скасування кріпацтва дало поштовх розвитку капіталістичних відносин, зокрема — кам'яновугільній та антрацитовій промисловості. Проте, гужовий чумацький транспорт був відносно дорогим і малопродуктивним, і тому суттєво обмежував виробничу потужність та географію ринків збуту кам'яновугільних копалень. Продуктивність залізниць була на порядок вища за гужовий транспорт.
Велику роль у розвитку гірничо-металургійного комплексу Донеччини відіграла Донецька (Кам'яновугільна) залізниця. Ще 1870 року Донецька залізниця внесена до мережі залізничних ліній, проте рішення про будівництво дороги Міністерство шляхів сполучення не приймало до 1875 року. Є дані про те, що деякі ділянки дороги почали будуватися ще від 1873 року.
У грудні 1878 року відбулося урочисте відкриття Донецької Кам'яновугільної залізниці, її загальна довжина становила 389 верст (близько 415,5 км).
Ділянка Дебальцеве — Краматорськ обслуговувала старі шахти та соляні копальні. Серед відкритих роздільних пунктів ділянка була й Віролюбівка.
15 лютого 1919 року станція згадується у звіті командира 2-ї бригади 3-ї дивізії Донецької групи військ:
“Завдяки тому, що правий фланг 12 полку був біля станції Віролюбівка, а лівий керований фланг 12 полку був у станції Сіль, утворився прорив фронту...”
В результаті цієї атаки війська радянської армії були вибиті зі станції Віролюбівка. І навіть із підкріпленням їм не вдалося зупинити противника. У звіті не зазначено ким саме була зайнята станція, а противник згадується лише раз як “білогвардійські банди”.
Згідно статистичних даних від 1926 року залізнична станція Віролюбівка підпорядковувалась Віролюбівській сільській раді Костянтинівського району. Населення пристанційного селище складало 21 особу (10 чоловіків та 11 жінок). За національністю їх розподіляли як 12 українців, 6 росіян та 3 німців.
За переписом 1936 року станція Віролюбівка підпорядковується Віролюбівській сільській раді.
30 травня 1958 року рішенням обласного виконкому за селищем залізничної станції Віролюбівка була закріплена нова назва — Безім’яне.
Нині станція Віролюбівка закріплена за Ділянкою Краматорськ — Ступки, але від 1998 року виведена з експлуатації. Раніше зі станції здійснювалось пасажирське сполучення.

## Транспорт
Селищем проходить автошлях районного значення С050802 (Безім'яне — Клинове — Віролюбівка). Також розташований зупинний пункт Віролюбівка.

## Населення
За даними перепису 2001 року населення селища становило 9 осіб, із них 77,78 % зазначили рідною мову українську та 22,22 % — російську.

## Вулиці
В селищі тільки одна вулиця Залізнична.